# Silnice II/210
Silnice II/210 je silnice II. třídy, která vede z Krs ke hraničnímu přechodu Kraslice / Klingenthal. Je dlouhá 87,5 km. Prochází dvěma kraji a třemi okresy.

## Vedení silnice

### Plzeňský kraj, okres Plzeň-sever
- Krsy (křiž. II/201)
- Olešovice (křiž. III/2101)
- Úterý (křiž. III/2102, III/20161, III/2103)

### Karlovarský kraj, okres Cheb
- Heřmanov (křiž. III/2105, III/2106)
- Nezdice (křiž. III/2107, III/2108)
- Klášter (křiž. III/20165, III/19829, III/19823)
- Teplá (křiž. II/198, III/21011, III/19830, peáž s II/198)
- Rankovice (křiž. III/21013)
- Poutnov (křiž. III/21014, III/21015)
- Popovice
- Mnichov (křiž. II/230, III/21016, peáž s II/230)
- Prameny (křiž. III/2119, III/21018)

### Karlovarský kraj, okres Sokolov
- Podstrání (křiž. II/208, III/21019, III/21021, III/21022)
- Vítkov (křiž. D6, III/21027)
- Sokolov (křiž. III/21026, III/2099, III/21029)
- Svatava (křiž. II/181, III/21030h, III/21028)
- Lomnice (křiž. III/1812)
- Boučí (křiž. III/21036)
- Dolní Nivy (křiž. II/222, III/2222, III/21037)
- Jindřichovice (křiž. III/21037, III/21039, III/21047, III/21040, III/21041)
- Rotava (křiž. III/21042)
- Kraslice (křiž. III/21043, III/21012, III/21046)
- Hraničná